# Высылка дипломатов
Высылка дипломатов — высылка из государства иностранных дипломатических представителей. 
Читателю следует различать объявление отдельного дипломата персоной нон грата и высылку всех дипломатов какого-либо государства.

## Высылка отдельных дипломатов
Согласно Венской конвенции о дипломатических сношениях от 1961 года, государство пребывания может в любое время, не будучи обязано мотивировать своё решение, уведомить аккредитующее государство, что глава представительства или какой-либо из членов дипломатического персонала представительства является персоной нон грата или что любой другой член персонала представительства является неприемлемым. В таком случае аккредитующее государство должно соответственно отозвать данное лицо или прекратить его функции в представительстве. То или иное лицо может быть объявлено персона нон грата (persona non grata) или неприемлемым до прибытия на территорию государства пребывания. Если аккредитующее государство откажется выполнить или не выполнит в течение разумного срока это требование, то государство пребывания может отказаться признавать данное лицо сотрудником представительства (то есть не признавать его дипломатический иммунитет).
Наиболее частой причиной того, что дипломата объявляют персоной нон грата, является подозрение в том, что дипломат занимается шпионажем (иными словами, является разведчиком под дипломатическим прикрытием). Другой причиной может быть совершение дипломатом какого-либо уголовного преступления (дипломатический иммунитет не позволяет привлечь его к ответственности в государстве пребывания).
Как правило, сначала дипломату просто советуют не возвращаться из очередного отпуска. Если он не реагирует, готовят официальную ноту, в которой указывают срок на сборы — это может быть как «до конца недели», так и «в 24 часа». За свою непонятливость дипломат в этом случае расплачивается осложнениями по службе — проблемы с получением виз, недовольство начальства, трения с МИД, предоставившим прикрытие разведчику.
Часто выдворение используется как инструмент в изощрённой игре спецслужб.
Как отмечает бывший глава аналитического управления внешней разведки КГБ СССР генерал-лейтенант Николай Леонов, у каждого государства и у каждого органа контрразведки всегда есть «тлеющие дела», то есть дела, в которых накапливаются все элементы подозрительного поведения дипломатов, журналистов или бизнесменов другого государства. И эти «тлеющие материалы» находятся в распоряжении правительства.

## Высылка всех дипломатов какого-либо государства
Государства могут реагировать на нарушения принятых в их отношении обязательств при помощи комплекса действий, одни из которых являются реторсиями, другие — репрессалиями. Высылка дипломатов относится к реторсиям и проводится в сочетании с другими мерами воздействия. По сложившейся международной дипломатической практике она является последним дипломатическим шагом перед официальным объявлением войны.
В качестве примера можно привести эпизод, когда после захвата американских дипломатов в Тегеране в 1979 году, США разорвали с Ираном дипломатические отношения, выслали иранских дипломатов, ввели эмбарго на торговлю с Ираном, ужесточили правила пребывания иранских граждан на своей территории, сделали попытку силового освобождения заложников, заблокировали иранские счета в американских банках.